# Colette Capdevielle
Colette Capdevielle (nascida em 14 de outubro de 1958) é uma política socialista francesa que fez parte da Assembleia Nacional da França na 14ª legislatura da Quinta República Francesa, entre 2012 e 2017.